# Panorpa maculosa
Panorpa maculosa is een insect uit de orde van de schorpioenvliegen (Mecoptera), familie van de schorpioenvliegen (Panorpidae). De wetenschappelijke naam van de soort is voor het eerst geldig gepubliceerd door Hagen in 1861.
De soort komt voor in de Verenigde Staten.